# Abraxas aureomarginata
Abraxas aureomarginata là một loài bướm đêm trong họ Geometridae.